# Willy Semedo
Willy Johnson Semedo Afonso (* 27. April 1994 in Montfermeil, Frankreich) ist ein kapverdischer Fußballspieler.

## Karriere

### Vereine
Semedo begann im Alter von sieben Jahren im Club Arcueil Fußball zu spielen, wechselte dann in die U13 zu Montrouge FC, bevor er sich der U17 von CO Vincennes anschloss. Nach einer Saison beim AC Boulogne-Billancourt kehrte Semedo zu Montrouge FC zurück, wo er auch in der ersten Mannschaft eingesetzt wurde.
2014 wechselte er nach Zypern zu Alki Oroklini. Mit diesem Klub stieg er innerhalb von drei Jahren von der vierten Spielklasse bis in die First Division auf.
Am 31. Januar 2018 wechselte er für 150.000 Euro nach Belgien zu Sporting Charleroi, wo er einen Vertrag über zwei Spielzeiten plus Option unterzeichnete. Um mehr Spielpraxis zu erhalten, wurde er zur Saison 2018/19 an den KSV Roeselare in der zweiten belgischen Liga ausgeliehen. Im Februar 2019 wurde Semedo an den rumänischen Klub FC Politehnica Iași weiterverliehen.
Zur Saison 2019/20 wechselte er zu Grenoble Foot in die französische Ligue 2. Nach Ablauf seines Vertrages in Grenoble kehrte Semedo nach Zypern zurück, wo er einen Zweijahresvertrag beim Paphos FC unterzeichnete.
Ende Januar 2023 wechselte er nach Saudi-Arabien zum al-Faisaly FC. 
Bereits nach einem halben Jahr kehrte er Anfang Juli 2023 nach Zypern zurück und wechselte zu Omonia Nikosia.

### Nationalmannschaft
Semedo debütierte am 7. Oktober 2020 beim 2:1-Sieg im Freundschaftsspiel gegen Andorra in der kapverdische A-Nationalmannschaft.
Beim Afrika-Cup 2022 stand er im Aufgebot von Kap Verde und wurde in allen drei Gruppenspielen der Vorrunde eingesetzt.